# Diactora
Diactora là một chi bướm đêm thuộc phân họ Tortricinae của họ Tortricidae.

## Các loài
- Diactora oxymorpha Diakonoff, 1960